# Оливера, Эрика
Эрика Оливера — чилийская легкоатлетка, которая специализируется в марафоне. Победительница Южноамериканских игр 1994 года на дистанциях 3000 и 10 000 метров. В 1995 году стала победительницей Буэнос-Айресского марафона с результатом 2:45.02. В настоящее время владеет национальными рекордами на дистанциях 5000 и 10 000 метров, а также в полумарафоне и марафоне.
Выступала на чемпионате мира 2013 года в Москве, но не смогла закончить дистанцию

## Биография
Родилась вторым ребёнком в семье Доны Леонор и пастора евангелической церкви Рикардо Оливера Баррагана. Её отец аргентинец, который приехал в Чили в 1974 году. 31 декабря 1997 года родила дочь Эрику.

## Выступления на Олимпийских играх
- Атланта 1996 — 2:39.06 (37-е место)
- Сидней 2000 — 2:35.07 (27-е место)
- Афины 2004 — 2:57.14 (58-е место)
- Лондон 2012 — 2:36.41 (64-е место)